# 米奇·盖顿
坎达丝·米卡尔·“米奇”·盖顿（英語： /ˈɡaɪtən/，1983年6月17日—），美国乡村音乐女歌手。米奇在美国德克萨斯州出生，孩提时期已涉猎各种音乐，其日后作品融合乡村音乐、流行音乐和R&B元素。2011年，她搬到美国乡村音乐大本营田纳西州纳什维尔，成为国会唱片纳什维尔分部的签约艺人。
2015年，盖顿生涯首张迷你专辑《坚不可摧》发行，包括其生涯首支单曲《你最好离开我》。该曲位列美国乡村电台榜第34位，盖顿凭借该曲获得乡村音乐学院奖一项提名。同年，与她同名的第二张EP发行。2020年，为响应乔治·弗洛伊德之死引发的示威活动，声援黑人的命也是命运动，盖顿发行单曲《像我一样的黑人》，在曲中回首自己身为黑人乡村女歌手的经历。盖顿凭借该曲获得生涯首个葛萊美獎提名，成为首位提名格莱美最佳乡村独唱表演奖的黑人女歌手，音乐生涯再上一层楼。同年，第三张迷你专辑《桥梁》发行，与迪恩·布罗迪共同推出单曲《Boys》，凭借该曲成为首位空降加拿大乡村音乐榜冠军的黑人女歌手。2021年，首张正式专辑《记住她的名字》发布。

## 早年生活
盖顿在美国德克萨斯州阿灵顿出生，家中有四个兄弟姐妹，她排行第二。因父亲是工程师的缘故，盖顿童年随家人四处搬家。她一开始就读于当地的一所公立学校，但遭到街坊邻居种族歧视，随后转学到私立学校。转学后情况依然没有好转，盖顿继续遭受种族歧视。2020年接受全国公共广播电台采访的时候，盖顿表示好闺蜜的父母经常用带有种族歧视意味的脏话称呼她。
盖顿自幼学唱歌，大约5岁的时候就对音乐产生浓厚兴趣。她经常跟教堂唱诗班表演，其中以阿灵顿橄榄山浸信会教堂（Mount Olive Baptist Church）的唱诗班最为知名。有一次，她听到黎安·萊姆絲在德州遊騎兵队的赛前唱美国国歌，受此启发，决定走上歌手生涯。之后她搬到加利福尼亚州洛杉矶，在当地完成高中学业，之后升读圣莫尼卡学院，同时开始追求乡村音乐的职业生涯。在学校学习商科课程之余，盖顿做了几份最低工资标准的工作来养活自己，其中一份是担任伴唱，为此曾在尼克·卡农执导的校园剧情片《校园威龙》中献唱。此外，她还做了几个樣本唱片，参与歌唱真人秀《美國偶像》第七季的海选，最终在节目的24强比赛前淘汰，唯一一次在节目中亮相，是在海选中清唱歌曲。

## 职业生涯

### 2011–2015年：早期经历和《你最好离开我》
搬到洛杉矶后，盖顿结识音樂製作人朱利安·雷蒙德。朱利安被盖顿的歌声打动，决定带她入行，把乡村音乐界专业人士加里·伯尔曼（Gary Borman）和史蒂夫·莫尔（Steve Moir）介绍给她认识，两人是菲丝·希尔和凯斯·厄本的伯乐。伯尔曼与莫尔第一次见盖顿，就鼓动她搬到乡村音乐大本营田纳西州纳什维尔。没过多久，盖顿就成为纳什维尔乡村音乐创作者社群的一份子。同年，盖顿有机会在环球音乐集团纳什维尔主席米克·杜根（Mike Dungan）面前试镜。她在杜根面前演唱帕蒂·洛夫莱斯的歌曲，很快就被环球音乐集团旗下的国会唱片签下，成为各大主流厂牌中唯一一位黑人乡村女歌手。她签约后的首个活动是在白宫的乡村全明星演出中献唱，与克里斯·克里斯托佛森、莱尔·洛维特、达里乌斯·拉克、詹姆士·泰勒同台献唱。
据她向CNN回忆，就在她努力找寻自身风格的时候，业内专业人士提醒她不要突破乡村音乐的传统边界，不然就会糊掉：“确保你的歌曲听上去是真正的乡村音乐，因为听众可能会觉得你的作品不够乡村。最好不要在歌曲里加太多R&B。”有位乡村电台DJ让她写一些主题“轻松欢快”的歌曲，这让她倍感压力，精神十分焦虑，以至于晚上失眠，还染上酗酒陋习。面对上述矛盾，再很难加上国会唱片里树立自己的身份，她在几年后才推出自己的作品。2014年，国会唱片纳什维尔分部发行了盖顿的首张EP：名为《坚不可摧》的不插电专辑。这张专辑发行后空降《告示牌》Top Heatseekers榜第14名。
2015年，国会唱片发行盖顿首支单曲《你最好离开我》。该曲由盖顿、詹妮弗·汉森、詹·肖特（Jen Schott）和内森·查普曼共同创作，内森·查普曼与丹恩·哈夫共同担任制作人。该曲发行首周便入选79家电台的播放列表，打破纪录。英国《衛報》指出，该曲在各大榜单的初期表现不俗，尤其是考虑到盖顿是白人男性主导的乡村歌坛的首位黑人女歌手这一方面。至2015年7月，该曲位列《公告牌》乡村电台榜第34位。该曲在《公告牌》加拿大乡村榜的最高排名类似。盖顿表示，这首歌之所以没有取得亮眼的榜单排名，是因为各大电台的节目主持人“不希望同时播放两首女性演唱的慢歌”。2015年5月，与盖顿同名的第二张EP发行，收录了《你最好离开我》这首小热门歌曲。至同年8月，该EP位列《公告牌》Heatseekers榜第17位。“乡村女王”（Queens of Country）给予专辑4/5星好评，赞扬盖顿的割喉，以及对不同音乐类型的混搭。2015年夏季，盖顿加盟布拉德·帕斯利的征服世界巡演。

### 2016–2020年：风格转型与《像我一样的黑人》
2016年，盖顿提名第51届乡村音乐学院奖年度女歌手奖。同年，单曲《心碎之歌》发布，位列乡村电台榜第45位。紧接着发行原创歌曲《Hold On》《Sister》，翻唱了帕特西·克莱恩的歌曲《Crazy》。娱乐专栏作家艾米丽·亚尔（Emily Yahr）认为盖顿在2016年至2019年间发布作品的编曲“非常工业化”，缺乏音乐方向。这些作品没有取得太大的商业城就。盖顿后来告诉《华盛顿邮报》，跟自己在音乐上的直觉相比，她更加关注电台的需求。此后，她开始重塑自己的音乐方向。
盖顿之后的一些作品展现了自己身为黑人女性的艰难困苦。2020年，她发行单曲《你想跟她说什么？》，这首歌是她在歌曲创作坊中写的。之后又发行单曲《像我一样的黑人》，该曲改编自同名非虚构著作，讲述盖顿遭受种族歧视的经历。这首歌被许多商业乡村电台忽视，但在社交媒体平台和流媒体音乐平台十分受欢迎，Spotify将歌曲收录进平台的“乡村热榜”。评论家们对歌曲给予高度评价。CNN的约翰·布莱克（John Blake）表示，“这首歌三分半钟的歌曲颠覆了乡村音乐的老派爱国主义情感，促使听众从不同角度进行思考”。全国公共广播电台的朱利·海特（Jewly Hight）对盖顿糅合乡村音乐、福音音乐和流行唱法表示肯定。该曲后来提名第63屆格萊美獎最佳乡村独唱表演奖，盖顿成为该奖提名的第一位黑人女歌手。
2020年，盖顿成为第一位登上乡村音乐学院奖舞台的黑人女歌手。同年，国会唱片发行了她的第三张EP《桥梁》。专辑收录她先前发行的两首单曲，以及她在同年发行的第三首歌曲《天堂就在眼前》。Taste of Country指出，EP六首歌曲中，有四首是“个人的警世箴言”。2020年9月，该EP在《公告牌》Heatseeker专辑榜位列第23名，为该专辑最高排名。2020年11月，盖顿与加拿大乡村歌手迪恩·布罗迪共同推出单曲《Boys》。该曲空降《公告牌》加拿大乡村榜冠军，为盖顿生涯首冠，盖顿也因此成为首位登顶加拿大乡村榜的黑人女歌手。

### 2021–2024年：后续创作
2021年，盖顿成为首位主持乡村音乐学院奖的黑人女歌手。
在《紐約客》的采访中，盖顿表示首张正式专辑《记住她的名字》将在年内发布。据她透露，首张专辑回望了她在纳什维尔生活的十年，当中歌曲直接展现了她遭受种族性别歧视的经历。专辑于2020年9月正式发布，收录单曲《像我一样的黑人》、《你最好离开我》重录版，以及碧昂絲名曲《如果我是男生》的翻唱。AllMusic的斯蒂芬·托马斯·埃尔勒温给予专辑3.5/5星评价，表示“虽然浮夸和民谣让《记住她的名字》的制作显得平淡，但它依旧让人感觉真实，而非刻意为之。盖顿正在拓展90年代乡村流行乐的跨流派音乐”。
2022年2月，盖顿在第五十六届超级碗开场演唱美国国歌。2023年，盖顿担任乡村音乐选秀节目《我的乡村音乐》导师兼评审。同年，盖顿宣布与佛喬航線的泰勒·哈伯德合作推出全新歌曲。哈伯德为盖顿制作的首支单曲《Somethin' Bout You》年内面世。也是在那年，盖顿通过社交媒体宣布下一支派台单曲《Nothing Compares to You》正式发行，该曲由哈伯德作曲，凱恩·布朗客串演唱。
2024年8月19日，盖顿在民主黨全國代表大會中表演原创歌曲《All American》。
2024年9月，盖顿的第二张正规专辑《着火的房子》（House on Fire）发行。专辑收录的12首歌曲全部由盖顿创作，其中一首为盖顿与凯恩·布朗的二重唱。专辑发行前，她发布了主打曲《我眼中的乡村》（"My Side of the Country"）。
2025年5月，盖顿参加中国湖南卫视歌唱竞技节目《歌手2025》。

## 音乐风格与所受影响
盖顿的音乐风格扎根乡村音乐，也有乡村音乐子流派及其他音乐元素。全国公共广播电台的朱利·海特在2020年的评论文章中指出，盖顿的作品糅合乡村、流行、福音、R&B和嘻哈风格。AllMusic的迈克·科勒（Mike Collar）认为盖顿的嗓音“有温度、有质感，听上去像是游走在传统乡村及当代流行乐之间”。盖顿表示她的音乐风格涵盖流行乐元素，但大体上还是根植于乡村音乐。盖顿早期作品的风格深受桃莉·巴頓影响，两人曾在2017年见面。盖顿告诉乡村音乐电视频道：“她（桃莉）在一个非常保守的年代成长，思想却非常进步。她教人们无论如何都要爱自己，我认为这很棒。”盖顿还受到黎安·萊姆絲的影响，尤其是黎安1996年发行的专辑《Blue》。莱姆丝的音乐引导盖顿探索其他乡村女歌手，包括帕特西·克莱恩、帕蒂·洛夫莱斯、瑞芭·麦肯泰尔和瑪蒂娜·麥克布萊德。据她回忆，她当时“沉醉于这些大嗓门的女人”。她也提到比比与切切·维南斯和惠特妮·休斯顿影响了她的音乐。

## 个人生活
盖顿自2010年起与律师格兰特·萨沃伊（Grant Savoy）交往。2016年11月，两人宣布订婚。2017年6月，两人在夏威夷州考爱岛成婚。2020年8月，盖顿宣布怀孕。2021年2月，儿子格雷森（Grayson）出生。

## 音乐专辑
- 《记住她的名字（英语：Remember Her Name (Mickey Guyton album)）》（2021）
- 《着火的房子》（2024）

## 影视作品
| 片名               | 年份    | 角色          | 注释                                                    | 参考          |
| ------------------ | ------- | ------------- | ------------------------------------------------------- | ------------- |
| Cardi Tries        | 2021    | 自己          |                                                         | [ 56 ]        |
| 米奇欢乐屋         | 2021–22 | Wanda Warbler | 常驻角色                                                | [ 57 ] [ 58 ] |
| 艾伦秀             | 2022    | 客串主持      | 1集                                                     | [ 59 ]        |
| For Love & Country | 2022    | 自己          | 纪录片                                                  | [ 60 ]        |
| CMT Crossroads     | 2022    | 自己/表演嘉宾 | 2集：LeAnn Rimes & Friends、Mickey Guyton & Black Pumas | [ 61 ]        |
| 地獄廚房           | 2025    | 自己/嘉宾食客 | 集名：Hell at the Pass                                  |               |
| 歌手2025           | 2025    | 自己          | 参赛者                                                  |               |

## 获奖与提名记录
| 年份 | 獲提名               | 獎項                                                      | 結果 | 参考   |
| ---- | -------------------- | --------------------------------------------------------- | ---- | ------ |
| 2015 | 第51届乡村音乐学院奖 | 年度女歌手                                                | 提名 | [ 62 ] |
| 2020 | 第63屆格萊美獎       | 最佳乡村独唱表演奖 –《Black Like Me》                     | 提名 | [ 63 ] |
| 2021 | 第56届乡村音乐学院奖 | 年度女新人                                                | 提名 | [ 64 ] |
| 2021 | 第55届乡村音乐协会奖 | 年度新人                                                  | 提名 | [ 2 ]  |
| 2022 | 第64届格莱美奖       | 最佳乡村专辑奖 –《Remember Her Name》                     | 提名 | [ 63 ] |
| 2022 | 第64届格莱美奖       | 最佳乡村歌曲奖 –《Remember Her Name》                     | 提名 | [ 63 ] |
| 2022 | 第64届格莱美奖       | 最佳乡村独唱表演奖 –《Remember Her Name》                 | 提名 | [ 63 ] |
| 2022 | 乡村音乐电视音乐奖   | 年度音乐视频 –《Remember Her Name》                       | 提名 | [ 65 ] |
| 2022 | 乡村音乐电视音乐奖   | 年度女歌手音乐视频 –《Remember Her Name》                 | 提名 | [ 65 ] |
| 2022 | 乡村音乐电视音乐奖   | 年度表演 –《Friendship Train》（与葛蕾蒂絲·奈特、布雷兰） | 提名 | [ 65 ] |